# Xenokrati
Xenokrati er græsk og kommer af ordene xeno (fremmed eller gæst) og kratia og betyder fremmedherredømme. Vi har i Danmark senest haft et xenokrati, da tyskerne i 1940 til 1945 havde besat landet.
| Politik | Spire Denne artikel om politik og ideologi er en spire som bør udbygges. Du er velkommen til at hjælpe Wikipedia ved at udvide den. |